# 福州市行政區劃史

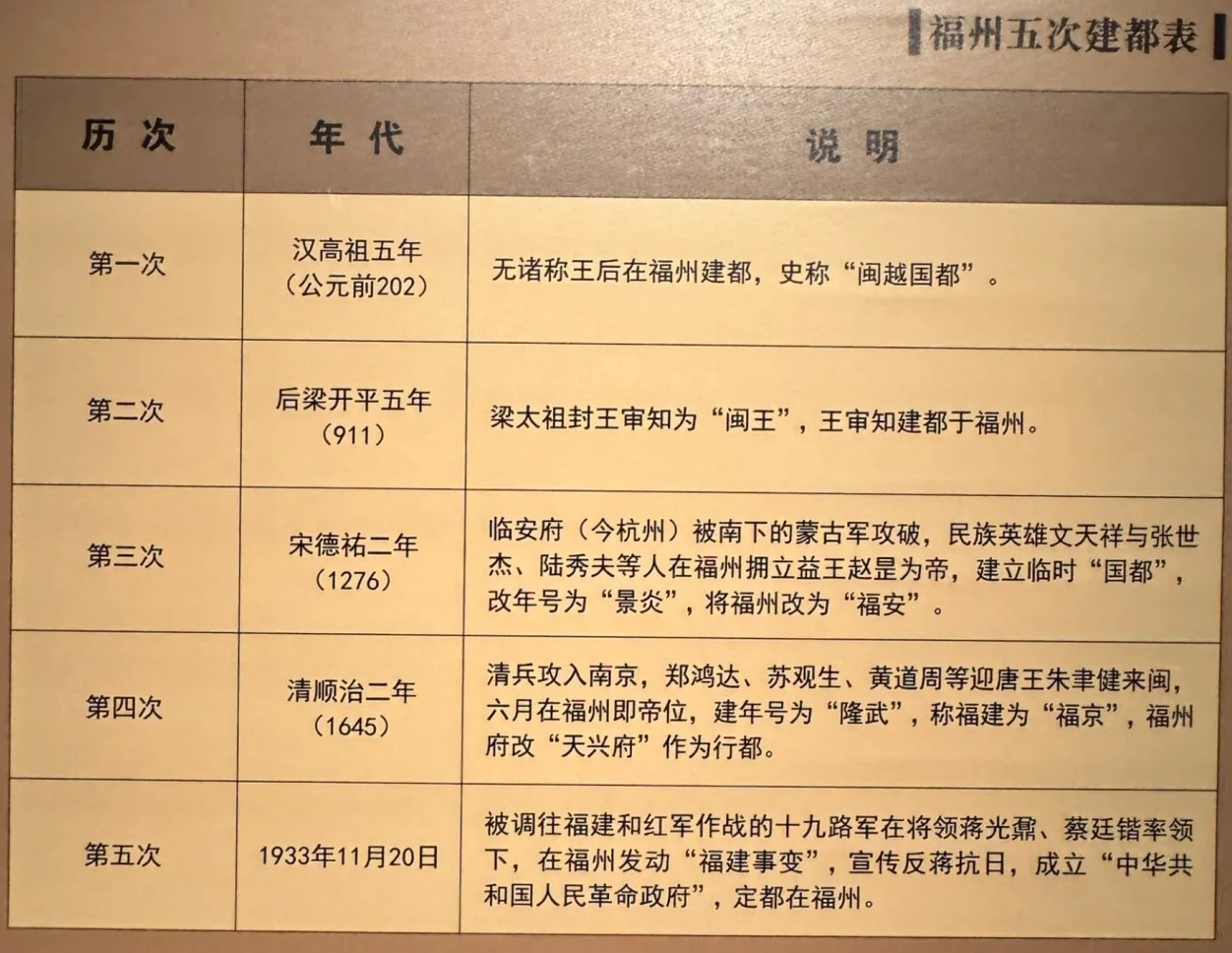
福州市博物馆陈列的“福州五次建都表”

福州市行政區劃和隸屬關係在歷史上有多次變更，現時福州下轄有6區、6縣、1縣級市。

## 歷史沿革

### 晋朝至清朝

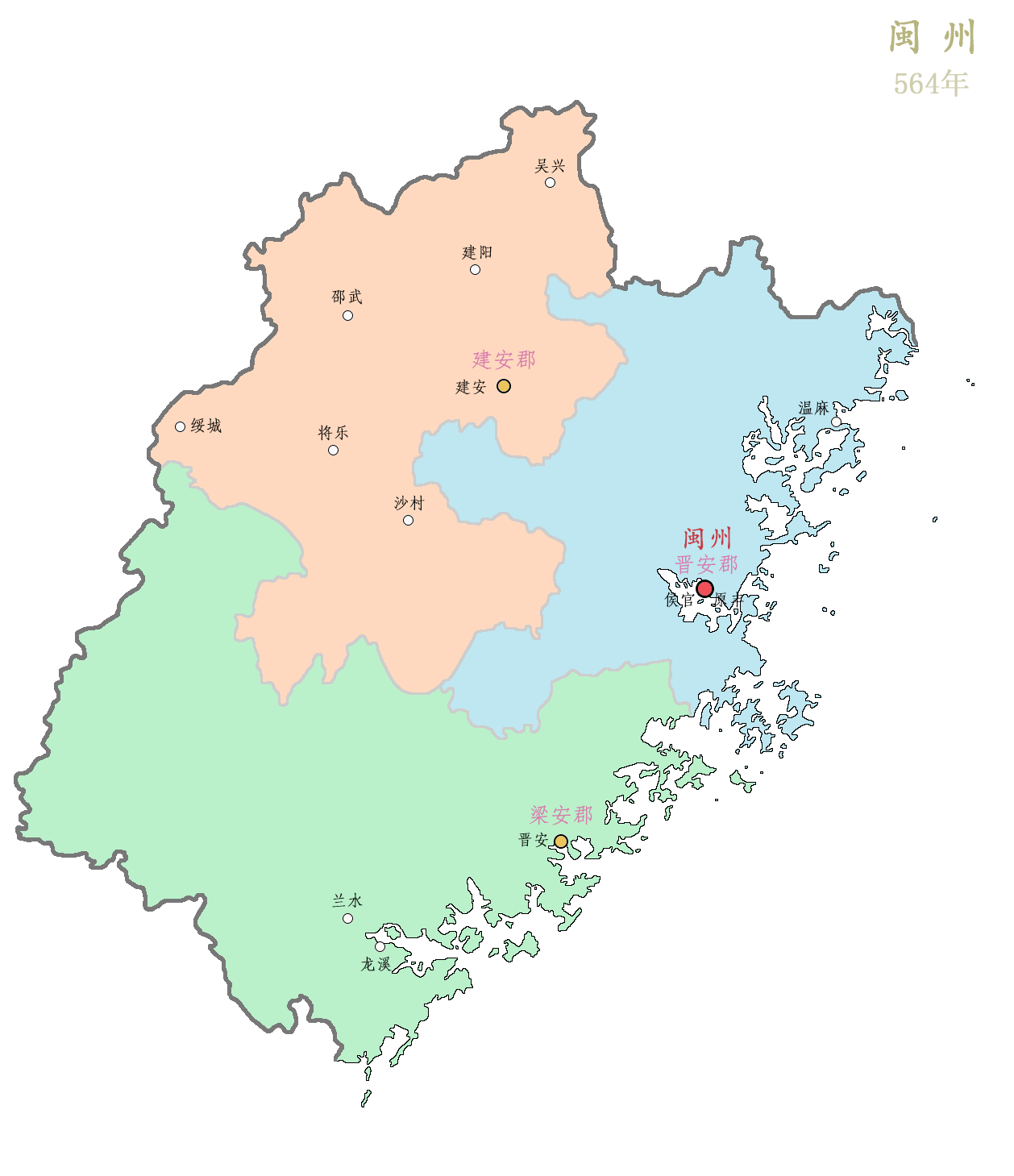
陈宝应割据时期的晋安郡（564年）

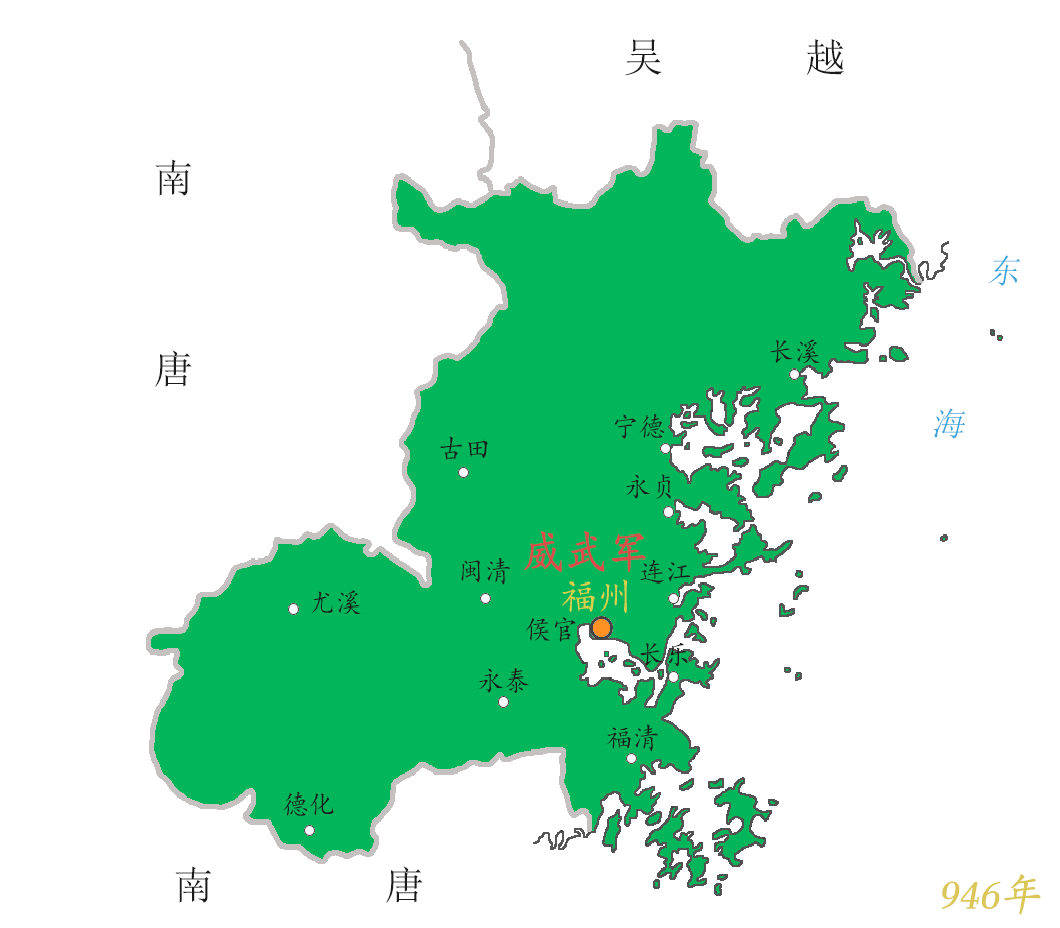
李仁达割据时期的威武军（946年）

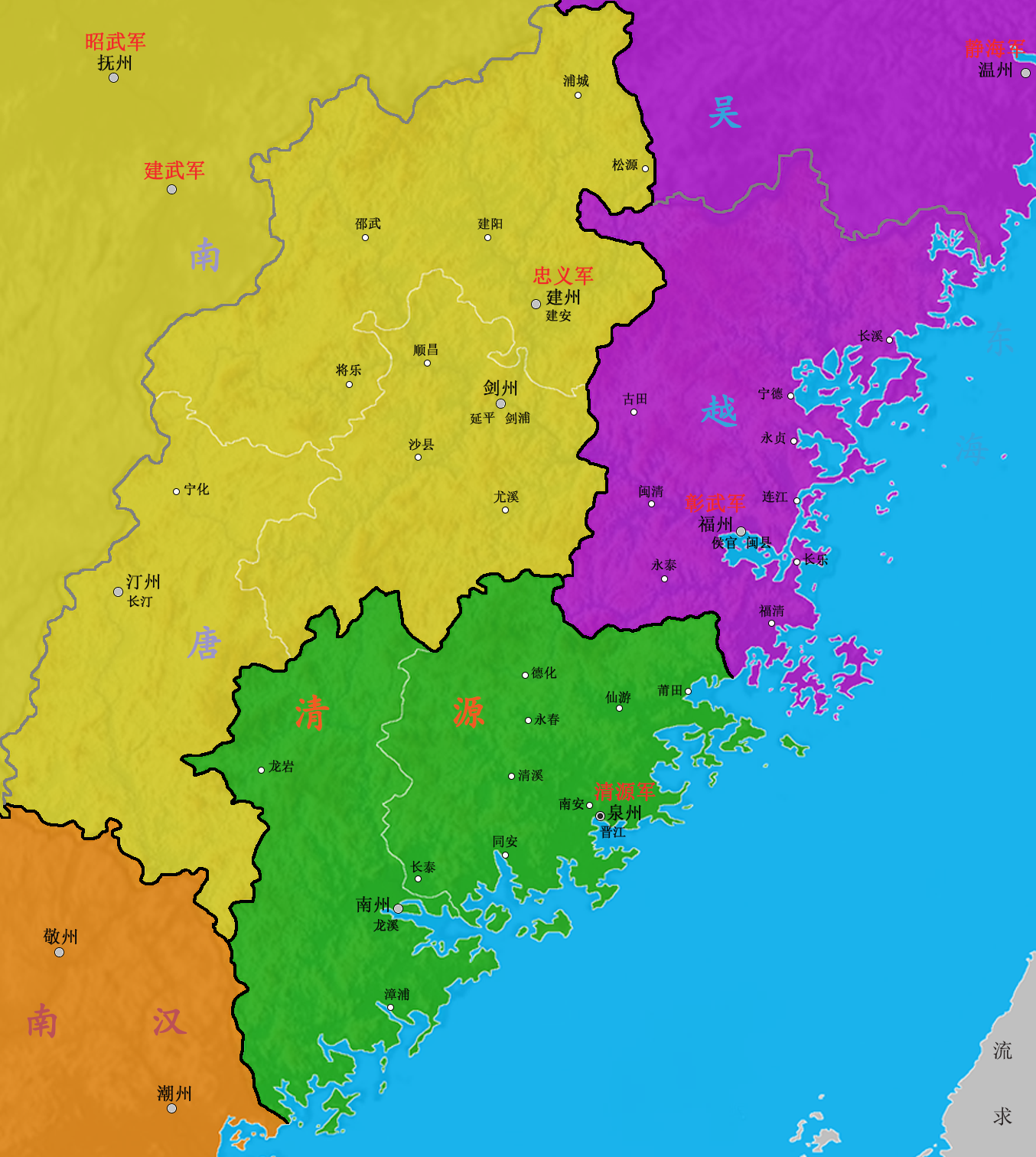
吴越国统治下的彰武军（957年）

- 晋朝，为晋安郡，领辖原丰、侯官、新罗、宛平、同安、罗江、晋安、温麻8县。原丰、侯官两县都为晋安郡郡治（今福州市鼓楼区）。

- 南朝宋、齐，为晋安郡，领辖原丰、侯官、晋安、罗江、温麻5县。梁时，为晋安郡，领辖原丰、侯官、罗江、温麻4县。陈时，历名晋安郡、闽州、丰州。领辖原丰、侯官、罗江、温麻4县。

- 隋朝，历名丰州、泉州、闽州、建安郡。领辖闽（原丰县改名闽县）、建安、南安、龙溪4县。

- 唐朝，建置名称屡改，行政区划也多有变动。武德元年（618年），名建州，继而改名泉州。领辖闽、侯官、连江、长乐、长溪5县。圣历二年（699年），置万安县，辖县增至6县。州治在闽。景云二年（711年），改名闽州，领辖闽、侯官、连江、长乐、长溪、万安6县。开元十三年（725年），改名福州，领辖闽、侯官、长乐、连江、长溪、万安、古田、尤溪8县。天宝元年（742年），改名长乐郡，所辖8县同上，万安县改名福唐县。乾元元年（758年），复名福州，领辖闽、侯官、连江、长乐、长溪、福唐、古田、尤溪、永泰9县。

- 闽国初期，福州领辖闽、侯官、长乐、连江、福唐、长溪、古田、尤溪、永泰、闽清10县。大闽龙启元年（933年），称长乐府，辖闽、侯官、连江、长乐、福清（原福唐）、长溪、古田、尤溪、永泰、闽清、永贞、宁德、德化、顺昌，计14县。闽天德三年（945年），称南都，领辖福、泉、建、汀、漳、镛（今将乐）、镡（今南平）7州和闽、侯官、连江、长乐、福清、长溪、古田、尤溪、永泰、闽清、永贞、宁德、德化13县。吴越国统治时，俱称福州，领辖闽、侯官、连江、长乐、福清、长溪、古田、永泰、闽清、永贞、宁德11县。

- 北宋太平兴国三年（978年），福州领辖闽、侯官、连江、长乐、福清、长溪、古田、永泰、闽清、永贞、宁德11县。太平兴国六年（981年），增辖怀安县，计辖12县。淳祐五年（1245年），增辖福安县，福州计辖13县。

- 元至元十五年（1278年），福州路领辖闽、侯官、连江、长乐、福清、长溪、古田、永福（原永泰）、闽清、罗源（原永贞）、宁德、怀安、福安13县。至元二十三年（1286年），福州路辖福清州、福宁州2州和闽、侯官、连江、长乐、古田、永福、闽清、罗源、怀安9县。

- 明朝初年，福州府辖闽、侯官、怀安、连江、长乐、古田、永福、闽清、罗源、福清、福宁、福安、宁德13县。成化九年（1473年），减辖福宁、宁德、福安，福州辖10县，至此福州十邑已經初具雏形。万历八年（1580年），怀安县并入侯官县，福州府辖9县。

- 清朝初年，福州府辖县沿袭明朝，辖9县。雍正十二年（1734年），增辖屏南县。嘉庆三年（1798年），增设平潭厅。此后，福州府计辖闽、侯官、连江、长乐、福清、永福、闽清、罗源、古田、屏南10县和平潭厅，至此福州十邑的完全形態已完成。

明洪武前期福州府治和闽县治、侯官县治、懷安縣治都在福州城区，懷安縣治以晉代子城的內河與福州府城的北段城牆為界。直到明萬曆後期懷安縣被侯官縣合併。到清時期福州府治和闽县治、侯官县治都在福州城区。当时的福州城区，城内以南大街为界，东半城属闽县，西半城属侯官县；城外南台以东属闽县，以西属侯官县。城内宣政街至还珠门（鼓楼前至东街口）、还珠门至南门兜（通称南街）两段街道（今八一七北路）为闽县、侯官县合治。清末闽县、侯官县都设区治理：闽县分治城内区、南台区和下渡区。城内区又分为：北段（华林坊、钱塘巷一带）、中段（鼓楼前一带）、南段（南大街一带）、东段（东街、旗汛口、法海寺一带）、旗界段（东门大街、汤门大街、河西街、河东街一带）五段。城内井楼门、汤门、东门、水部门、南门五城门均属闽县城内区管辖。南台区分南台、水部两段。下渡区以藤山（仓前山）为首段，泛船浦以下为第二段，江边一带为第三段。侯官县分治城内区、浦东浦西区（南台）和上渡区。城内区分为：东段（宦贵巷一带）、西段（西门大街一带）、北段（府直街、北大街一带）、中段（总督口、小龙湫一带）、南段（南大街、杨桥巷、南后街、光禄坊一带）五段。

### 中華民國主政時期
- 民国成立后，福州为福建省省会。民国元年（1912年），废福州府，闽县、侯官县合并为闽侯府。[1]
- 民国二年（1913年），闽侯府改为闽侯县。福州为省城，亦为闽侯县治，由省会警察局（后称福州警察局）和闽侯县共管。

### 中華共和国時期
- 中华共和国元年（1933年）12月13日，以闽侯县城关及周边地区成立福州特別市。同时，设立闽海省，省会设在闽侯县。
- 中华共和国二年（1934年）1月16日，中华共和国丧失对福州的控制权，福州特別市和闽海省随之废除。

### 中华民国再度主政时期
- 民国二十九年（1940年），福州城区分为鼓楼、西门、华林、西洪、大根、虎节、道山、南门、东门、茶亭、小桥、上杭、大义、双洲、苍霞、后洲、中选、瀛洲、水部、仓山、崇圣、舍人、上渡、下渡等24个镇。

### 大日本帝国佔領時期
- 日本昭和十六年（1941年），大日本帝國首度佔領福州，成立福州治安維持會。

### 中華民國三度主政時期
- 民国三十一年（1942年）4月，成立福州市政筹备处[2]。

### 大日本帝国再度佔領時期
- 日本昭和十九年（1944年），大日本帝國再度侵佔福州，成立福州市政委員會。

### 中華民國四度主政時期
- 民国三十五年（1946年）1月1日，福州市政府成立，辖鼓楼、大根、小桥、臺江、仓山5区。区设区公所，撤销原来的镇，区公所下设保。
鼓楼区公所下辖26保，保下设400甲；大根区公所下辖30保，保下设473甲；小桥区公所下辖27个保，保下设760甲；臺江区公所下辖28保，保下设629甲；仓山区公所下辖24保，保下设467甲。

- 民國三十八年（1949年）8月17日，福州市仍为福建省省会，辖鼓楼、大根、小桥、臺江、仓山5区不變。

### 中華人民共和國主政時期
- 1949年12月，林森县的松鼓、双岳、西豹、净屏、双湖、白湖、开闽、平远、江南、江北等10个乡划归福州市管辖。福州市人民政府乃增设鼓山、洪山两区。从林森县划入的松鼓乡和双岳乡划为鼓山区；西豹、净屏、开闽、平远等乡和鼓楼区的洪山、凤凰、陆庄三个保划为洪山区；从林森县划入的江北乡划归小桥区；江南乡划归台江区；双湖乡和白湖乡划归仓山区。

- 1950年6月，析仓山区白湖、双湖两乡置盖山区。7月，析台江区的江南乡和小桥区的江北乡置水上区。9月，全市废除保甲制度，建立基层人民政权。城区设50个居民委员会，1021个居民小组，郊区设30个乡人民政府，101个行政村。

- 1951年1月，福州市将洪山桥以上、魁岐以下的水上区域划归闽侯县管辖。11月，市郊29个乡调整为43个乡（镇）。

- 1952年2月，增设新店区。12月，成立福州市人民政府郊区行政办事处（以下简称“市郊办处”），下辖鼓山、盖山、洪山、新店4区，共43个乡镇。

- 1955年4月，闽侯县义序、吴山、盘屿、阳岐4乡划入福州市，隶盖山区。同月，调整部分行政区划：析洪山区西洪镇区政府以西地段和官家村、大梦山、内后贤村归鼓楼区。析鼓山区韩园、河塍、浦下3个村归大根区。析洪山区团结乡上河上村、下河上村、洋柄村、长汀乡石步头村、山仔裡村、浦东和浦西境村及帮洲新村以西、防洪堤以北地区归小桥区。析小桥区达道新村归台江区。析鼓山区洋中村归台江区。析盖山区施埔、程厝边、中墩、白鹭岭、洋洽等地归仓山区。5月，撤销鼓山、洪山、新店3个区建制，其所辖乡镇由市郊办处直接领导。同年，城区设鼓东、鼓西、新民、华大、东街、水部、安泰、道山、乌山、东门、河西、茶亭、洋中、义洲、帮洲、双杭、达道、中心、后洲、苍霞、中平、江滨、瀛洲、新港、下渡、藤山、临江、麦园、仓前、上渡等30个街道办事处。

- 1956年5月，撤销大根区，并入鼓楼区；撤销小桥区，并入台江区；撤销水上区，并入仓山区。同月，市郊49个乡（镇）调整为魁岐、鼓山、象园、岳峰、横屿、鼓岭、战坂、溪里、湖前、西园、温泉、五凤、凤湖、高湖、齐安、下濂等16个乡和义序、洪山2镇。6月，撤销盖山区建制。7月，仓山区增设桥东、桥西两个街道办事处。

- 1957年8月，桥东、桥西两个街道办事处合并为水上街道办事处。10月，台江区撤销中平街道办事处，并入苍霞街道办事处。11月，撤销市郊办处，原辖18个乡（镇）调整为鼓山、岳峰、魁岐、战坂、温泉、湖前、洪山、高湖、盖山、义序等10个乡（镇），由福州市人民委员会直接领导。12月，鼓楼区撤销新民、道山、河西街道办事处，分别并入鼓西、安泰、东门街道办事处。

- 1958年1月，仓山区撤销藤山、麦园街道办事处，分别并入下渡、仓前街道办事处。9月，福州市郊人民公社成立。原市郊的10个乡镇调整为鼓山、洪山、盖山、新店4个分社。城区近郊农业部分分别设立鼓楼、台江、仓山3个农业分社。以上7个人民公社分社都由福州市郊人民公社管辖。11月，闽侯县划归福州市管辖。

- 1959年7月，福州市郊人民公社撤销，复设福州市郊办处。鼓山、洪山、新店、盖山4个分社改为人民公社，隶市郊办处。鼓楼、台江、仓山3个农业分社改为公社，分别复归鼓楼区、台江区、仓山区管辖。8月，闽侯县划归闽侯专区。

- 1960年1月，闽侯县马尾公社划归福州市，设马尾区，下辖马尾镇、马尾人民公社。2月，福州城区所属各街道办事处先后改制为街道人民公社，实行政社合一的体制，行政区域不变。3月，撤销市郊办处。设鼓山、新店、马尾3个区，归市直辖。原鼓山人民公社划为鼓山、魁岐、横屿、岳峰4个人民公社，隶鼓山区。原新店人民公社划为新店、战坂、溪里、湖前、温泉、北郊6个人民公社，隶新店区。马尾人民公社隶马尾区。洪山公社划归鼓楼区。盖山公社划归仓山区。

- 1961年6月，析仓山区所辖原盖山地区，设盖山行政办事处。鼓山、新店、马尾等区亦分别改制为行政办事处。各行政办事处为福州市人民委员会的派出机关。7月，撤销仓山区水上街道办事处。11月，闽侯县亭江、建新、北峰、琅岐等人民公社划归福州市。12月，撤销鼓山、新店、马尾等行政办事处，恢复设立鼓山、新店、马尾等区。

- 1962年1月，恢复市郊办处，辖鼓山、新店、马尾、盖山4个区和洪山、北峰、亭江、琅岐、建新5个人民公社。5月，连江、罗源两县归福州市管辖。

- 1963年4月，城区所属各街道人民公社恢复街道办事处名称，行政区域不变。6月，建新、亭江、琅岐、北峰等公社分别改制为区，洪山公社不变。8月，连江、罗源两县划属闽侯专区。同月，市郊各区及所属公社划为：
  - 鼓楼区：辖鼓山、魁岐、岳峰、横屿等公社。
  - 盖山区：辖盖山、高湖、吴山、义序等公社。
  - 新店区：辖新店、湖前、战坂、温泉、溪里等公社。
  - 马尾区：辖马尾、快安、罗星塔等公社。
  - 建新区：辖建新、马榕、洪塘、台屿、建华等公社；
  - 亭江区：辖亭江、东岐、象洋、闽安、白眉等公社；
  - 琅岐区：辖上岐、下岐、衙前、三平、吴庄、海屿、凤窝、龙台、云龙、金沙等公社；
  - 北峰区：辖石牌、前洋、党洋、宦溪、桂湖、芝铁、日溪、红寮、南峰、捷坂等公社。

- 1964年8月，仓山区复设水上街道办事处。

- 1965年，马尾镇、快安、罗星塔等公社合并，成立马江人民公社。

- 1968年8月，福州市人民委员会撤销，成立福州市革命委员会。9月，鼓楼区改名红卫区。仓山区改名朝阳区。撤销市郊办处，成立郊区革命委员会，其行政区域和隶属关系不变。10月，台江区改名赤卫区。同月，城区鼓楼、台江、仓山公社分别更名为红卫、赤卫、朝阳公社。

- 1969年4月，城区红卫、赤卫、朝阳公社和渔业公社划归郊区领导。11月，郊区所属鼓山、新店、盖山、马尾、建新、亭江、琅岐、北峰等8个区改称人民公社，原8个区所属47个公社改为管理区。

- 1970年2月，郊区撤销。原洪山公社并入红卫公社，连同新店公社划归红卫区；原鼓山公社并入赤卫公社，划归赤卫区；原盖山公社并入朝阳公社，连同建新公社划归朝阳区；马尾公社、亭江公社、渔业公社合组为马江公社；马江公社、北峰公社归市革命委员会直接领导；琅岐公社划属连江县。5月，北峰公社改制为北峰区，直隶市革命委员会，下辖宦溪、岭头、红寮、日溪公社。马江公社改制为马江区，直隶市革命委员会，下辖马尾镇和马尾、亭江、渔业3个公社。7月，闽侯县城门公社划归福州，隶朝阳区。

- 1973年7月，闽侯县划归福州市管辖。11月，赤卫区的赤卫公社划分为赤卫和东风两个公社，仍隶赤卫区。

- 1975年2月，析朝阳区朝阳公社原仓山地区设仓山公社，连同红卫区的红卫公社和赤卫区的赤卫公社，划为蔬菜生产基地，直隶市革命委员会。3月，撤销赤卫区的东风公社，按原鼓山地区和鼓岭地区划分为鼓山公社和鼓岭公社，隶赤卫区。5月，恢复郊区。亭江公社从马江区划属郊区，渔业公社划归福州水产局辖。红卫区的新店公社、赤卫区的鼓山、鼓岭公社、朝阳区的朝阳、城门公社划归郊区。撤销北峰区，所属岭头、宦溪、红寮、日溪等公社划归郊区。郊区计辖新店、鼓山、鼓岭、朝阳、城门、岭头、宦溪、红寮、日溪、建新、亭江等11个公社。7月，析近郊的红卫、赤卫、仓山等公社，设立蔬菜区。11月，析建新公社归蔬菜区。12月，连江县琅岐公社划归福州市，隶属于郊区。

- 1977年8月，析新店公社归蔬菜区。

- 1978年2月，蔬菜区改称环城区。同月，撤销马江区，马尾镇和马尾公社划属郊区。4月，红卫区复名鼓楼区，赤卫区复名台江区，朝阳区复名仓山区。8月，郊区朝阳公社复名盖山公社。

- 1980年2月，福州市革命委员会撤销，恢复福州市人民政府。各区革命委员会撤销，恢复区人民政府名称。各街道革命委员会恢复原名，称街道办事处。

- 1981年9月，红卫公社复名洪山公社，赤卫公社复名台江公社，隶属不变。10月，析环城区新店公社之五四路东侧、火车站南侧、沿金鸡山顶南下接晋安河以西地区，增设五四街道办事处，隶鼓楼区。同月，城门公社析螺洲地区设立螺洲镇，隶郊区。

- 1982年8月，撤销环城区，所属洪山、台江、仓山、新店、建新等公社划归郊区。同月，从郊区析出马尾镇和马尾公社设立马尾区，直属福州市，下辖马尾街道办事处和马尾乡政府（原马尾镇改制为街道办事处，下设居民委员会）。

- 1983年7月，长乐、连江、福清、永泰、闽清、罗源、平潭等7个县划归福州市管辖。

- 1984年4月，实行政社分开，郊区各公社先后改组为乡、镇。

- 1986年，增设王庄街道办事处，隶鼓楼区。增设上海新村街道办事处，隶台江区。增设三叉街街道办事处，隶仓山区。

- 1988年5月，仓山区撤销水上办事处，成立对湖街道办事处。8月，亭江乡改为亭江镇。

- 1990年12月，福清撤縣設縣級市。

- 1994年2月，長樂撤縣設縣級市[3]。

- 1995年10月，郊區改名晉安區。

- 2017年，長樂撤县级市設區。

## 现行行政區劃
現時福州市下轄有6區，6縣，1縣級市，分別是：
- 鼓樓區、台江區、倉山區、馬尾區、晉安区、長樂區、閩侯縣、連江縣、羅源縣、閩清縣、永泰縣、平潭縣、福清市

| 福州市行政区划图 | 福州市行政区划图 | 福州市行政区划图  | 福州市行政区划图  | 福州市行政区划图        | 福州市行政区划图 | 福州市行政区划图 | 福州市行政区划图 | 福州市行政区划图 | 福州市行政区划图 | 福州市行政区划图 |
| --- | ---------------- | ----------------- | ----------------- | ----------------------- | ---------------- | ---------------- | ---------------- | ---------------- | ---------------- | ---------------- |
| ① ② 仓山区 马尾区 晋安区 长乐区 闽侯县 连江县 罗源县 闽清县 永泰县 平潭县 福清市 ① 鼓楼区 ② 台江区 注：未实际管治连江县马祖乡和长乐区白犬列岛。 |                  |                   |                   |                         |                  |                  |                  |                  |                  |                  |
| 区划代码 | 区划名称         | 閩語福州話平话字  | 面积 （平方公里） | 常住人口 （2020年普查） | 政府驻地         | 邮政编码         | 乡级行政区划     | 乡级行政区划     | 乡级行政区划     | 乡级行政区划     |
| 区划代码 | 区划名称         | 閩語福州話平话字  | 面积 （平方公里） | 常住人口 （2020年普查） | 政府驻地         | 邮政编码         | 街道 办事处      | 镇               | 乡               | 其中： 民族乡    |
| 350100 | 福州市           | Hók-ciŭ Chê       | 12,250.72         | 8,291,268               | 鼓楼区           | 350000           | 45               | 97               | 39               | 2                |
| 350102 | 鼓楼区           | Gū-làu Kṳ̆         | 35.43             | 669,090                 | 东街街道         | 350000           | 9                | 1                |                  |                  |
| 350103 | 台江区           | Dài-gĕ̤ng Kṳ̆       | 17.09             | 411,819                 | 后洲街道         | 350000           | 10               |                  |                  |                  |
| 350104 | 仓山区           | Chŏng-săng Kṳ̆     | 146.24            | 1,142,991               | 金山街道         | 350000           | 8                | 5                |                  |                  |
| 350105 | 马尾区           | Mā-muōi Kṳ̆        | 275.58            | 290,554                 | 罗星街道         | 350000           | 1                | 3                |                  |                  |
| 350111 | 晋安区           | Céng-ăng Kṳ̆       | 551.69            | 789,775                 | 岳峰镇           | 350000           | 3                | 4                | 2                |                  |
| 350112 | 长乐区           | Diòng-lŏ̤h Kṳ̆      | 728.29            | 790,262                 | 文武砂街道       | 350200           | 5                | 11               | 2                |                  |
| 350121 | 闽侯县           | Mìng-âu Gâing     | 2,126.24          | 988,200                 | 甘蔗街道         | 350100           | 1                | 8                | 6                |                  |
| 350122 | 连江县           | Lièng-gŏng Gâing  | 1,254.69          | 639,498                 | 凤城镇           | 350500           |                  | 19               | 4                | 1                |
| 350123 | 罗源县           | Lò̤-nguòng Gâing   | 1,100.26          | 255,214                 | 凤山镇           | 350600           |                  | 6                | 5                | 1                |
| 350124 | 闽清县           | Mìng-chiăng Gâing | 1,494.34          | 256,181                 | 梅城镇           | 350800           |                  | 11               | 5                |                  |
| 350125 | 永泰县           | Īng-tái Gâing     | 2,229.02          | 281,216                 | 樟城镇           | 350700           |                  | 9                | 12               |                  |
| 350128 | 平潭县           | Bìng-tàng Gâing   | 392.92            | 385,981                 | 海坛街道         | 350400           | 1                | 3                | 3                |                  |
| 350181 | 福清市           | Hók-chiăng Chê    | 1,898.93          | 1,390,487               | 玉屏街道         | 350300           | 7                | 17               |                  |                  |
| 注：表中数字不包含未实际管治的马祖乡。 |                  |                   |                   |                         |                  |                  |                  |                  |                  |                  |